# Parco nazionale Björnlandet
Il parco nazionale Björnlandet è un parco nazionale della Svezia, nel sud della contea di Västerbotten, nei pressi di Fredrika e Åsele. È stato istituito nel 1991 e occupa una superficie di 1100 ha.
Il parco è occupato da immense foreste vergini e caratterizzato da suggestivi precipizi.